# Agrilus bespencus
Agrilus bespencus es una especie de insecto del género Agrilus, familia Buprestidae, orden Coleoptera. Fue descrita por Barr, 2008.
Mide 4.8mm. Se encuentra en Texas. Los adultos son activos de marzo a julio.